# Bauhinia jenningsii
La suruntok o Bauhinia jenningsii  es un arbusto de la familia de las fabáceas, originario de Cuba.

## Descripción
Es un arbusto que puede alcanzar un tamaño de hasta 3 m de altura, tiene la corteza escamosa de color café-grisáceo. Las hojas son ovadas y las flores están en racimos, con el cáliz rojo. Los frutos en forma de vainas de hasta  7 cm de largo y con 8 semillas oscuras.

## Distribución y hábitat
Es originaria de Cuba, habita en clima cálido desde el nivel del mar hasta los 30 metros, asociada a vegetación perturbada de bosques tropicales subcaducifolios y perennifolios.

## Taxonomía
Bauhinia jenningsii fue descrito por Percy Wilson  y publicado en Bulletin of the Torrey Botanical Club 43(9): 463–464. 1916.
Etimología
Bauhinia: nombre genérico nombrado en honor de los hermanos herboristas y botánicos suizos; Caspar (1560-1624) y Johann Bauhin  (1541-1613). El primero fue botánico y médico, autor de un índice de  nombres de plantas y sus sinónimos llamado Pinax Theatri botanici, y profesor de anatomía y botánica en la Universidad de Basilea, que distinguía entre género y especie, y fue el primero en establecer un sistema científico de la nomenclatura, mientras que el segundo fue coautor de la gran obra Historia Plantarum universalis, publicado cuarenta años después de su muerte.
jenningsii: epíteto
Sinonimia
- Bauhinia castilloi Standl.
- Casparea jenningsii (P.Wilson) Britton & Rose	[3]